# Historia del constitucionalismo francés
Francia constitucional, debida a las convulsiones políticas sufridas en los siglos XVIII y XIX. Estas son las normas fundamentales que ha tenido Francia a lo largo del tiempo, la fecha en que se aprobaron y el régimen político que instauraron o durante el cual estuvieron en vigor.
Antes de las constituciones y como base de las mismas fue la Declaración de los Derechos del Hombre y del Ciudadano en 1789.
1. Constitución francesa de 1791, que instauró una monarquía parlamentaria (3 de septiembre de 1791).
2. Constitución francesa del año I (calendario republicano francés), que nunca se aplicó (21 de junio de 1793).
3. Constitución francesa del año III, que instituyó el Directorio (5 fructidor del año III = 28 de julio de 1795).
4. Constitución francesa del año VIII, que instituyó el Consulado (22 frimario del año VIII = 13 de diciembre de 1799).
5. Constitución francesa del año X, siempre durante el Consulado (16 termidor del año X = 2 de agosto de 1802).
6. Constitución francesa del año XII, que instituyó el Primer Imperio Francés (28 floreal del año XII = 18 de mayo de 1804).
7. Carta constitucional del 4 de junio de 1814 (Restauración).
8. Acta adicional a las constituciones del Imperio del 22 de abril de 1815 (Cien Días).
9. Carta constitucional del 14 de agosto de 1830 (Monarquía de Julio).
10. Constitución francesa de 1848 (4 de noviembre de 1848, Segunda República Francesa).
11. Constitución francesa de 1852 (14 de enero de 1852, Segundo Imperio Francés).
12. Leyes constitucionales de 1875 (Tercera República Francesa).
13. Ley constitucional del 10 de julio de 1940 (Francia de Vichy).
14. Constitución francesa de 1946 (27 de octubre de 1946, Cuarta República Francesa).
15. Constitución francesa de 1958 (4 de octubre de 1958, Quinta República Francesa).

## Cronología de las constituciones francesas
- Datos: Q13634072